# Тор: Любов і грім
«Тор: Любо́в і грім» (англ. Thor: Love and Thunder) — американський супергеройський фільм, заснований на коміксах видавництва Marvel Comics про Тора, спродюсований Marvel Studios з Walt Disney Studios Motion Pictures у ролі дистриб'ютора. Пряме продовження фільму «Тор: Раґнарок» (2017) та двадцять дев'ята стрічка в рамках Кіновсесвіту Marvel (КВМ). Режисером виступив Тайка Вайтіті, який також написав сценарій разом із Дженніфер Кейтін Робінсон. Кріс Гемсворт виконав роль Тора; також у фільмі зіграли: Тесса Томпсон, Наталі Портман, Крістіан Бейл, Кріс Пратт, Джеймі Александер, Пом Клементієфф, Дейв Батиста, Карен Ґіллан, Шон Ґанн, Джефф Голдблюм, Він Дізель та Бредлі Купер. За сюжетом, Тор об'єднується з Валькірією (Томпсон), Корґом (Вайтіті) та Джейн Фостер (Портман), яка стала Могутнім Тором, щоб завадити Горру Вбивці богів (Бейл) знищити всіх богів.
Гемсворт та Вайтіті почали підбирати ідеї для фільму в січні 2018 року. Назва картини та акторський склад були оголошені в липні 2019 року: до роботи над продовженням повернулися Гемсворт, Вайтіті, Томпсон, а також Портман, яка не з'явилася у «Раґнароку». Вайтіті розповів, що фільм включатиме елементи коміксу «Могутній Тор» від Джейсона Аарона, в якому героїня Портман, Джейн Фостер, приймає мантію та сили Тора після перенесеного раку. У лютому 2020 року Дженніфер Кейтін Робінсон стала співавтором сценарію фільму, який Вайтіті тоді описав як «романтичний». Знімання розпочалися наприкінці січня 2021 року в австралійському Сіднеї та завершилися на початку червня.
Картина вийшла у прокат у США 8 липня 2022 року і стала частиною Четвертої фази КВМ. Прем'єра стрічки в Україні мала відбутися 7 липня 2022 року у форматі 3D та IMAX 3D, проте через російське вторгнення в Україну прем'єра стрічки була перенесена на 21 липня 2022 року.

## Сюжет
На іншій планеті Ґорр втрачає через посуху свою малу дочку Любов. Поховавши дівчинку, Ґорр блукає пустелею та натрапляє на оазу, де розважається бог любові Рапу. Ґорр каже, що попри всі страждання шанує свого бога, та Рапа лише глузує з нього, сказавши, що життя його вірян нічого не значать. Поруч лежить невідомий воїн, чий Некромеч нашіптує Ґорру взяти його. Ґорр відрікається від Рапи та вбиває його Некромечем, після чого ставить собі мету — вбити усіх богів.
Тор і Корґ подорожують із Вартовими Галактики, захищаючи жителів різних планет. За чергову перемогу місцеві жителі дарують Тору двох чарівних козлів. Їм надходить сигнал лиха від Сіф про таємничого Убивцю богів. Тор і Корґ прибувають на засніжену планету, де поранена Сіф застерігає, що наступною ціллю Ґорра буде Новий Асґард, який процвітає під владою Валькірії. В той час на Землі доктор Джейн Фостер, колишня дівчина Тора, дізналася, що в неї невиліковна форма раку. В пошуках ліків вона прибуває в Новий Асґард (містечко на Землі, засноване асґардійцями-біженцями). Там саме розігрують театральну постановку про Тора (наслідування сцени з фільму «Тор: Раґнарок»). Уламки молота Мйольніра, старого молота Тора, збираються воєдино і надають Джейн силу перетворюватися на супергероїню. Коли Тор прибуває в Новий Асґард, на місто нападають тіньові монстри. На свій подив Тор зустрічає на полі бою Джейн. Тору, Корґу, Валькірії та Джейн вдається знищити багатьох монстрів, але Ґорр викрадає дітей з містечка й тікає.
Герої вирішують просити допомоги в Зевса в його таємний палац, де відбувається нарада богів. Потрапити туди надто складно, та Джейн придумує, як використати сокиру Тора, щоб створити портал достатньої потужності. Для цього герої користуються асґардійським кораблем, у який запрягають козлів.
Тор заявляє Зевсу, що Ґорр загрожує вбити всіх богів, бо маючи Некромеч, лиходій здатен перемогти всіх охоронців Вічності — істоти, здатної виконати одне будь-яке бажання. А бажання Ґорра — це знищити всіх богів. Зевс проте турбується лише про розваги й відповідає, що Тор сіє невиправдану паніку. Джейн і Валькірія вирішують тоді викрасти в Зевса його блискавку. Спалахує бійка, в якій Зевс ледь не убиває Корґа — від того лишається саме обличчя. Тор пронизує Зевса його ж блискавкою та тікає разом із друзями.
Між тим Тор кілька разів духовно переноситься до викрадених дітей і визначає, що Ґорр утримує їх у Царстві тіней. Дорогою туди Тор розуміє, що колись попросив свій молот завжди захищати Джейн і тому зброя наділила її супергероїчною силою. Джейн зізнається, що смертельно хвора та хоче померти, зробивши перед цим якусь хорошу справу. Тор марно відмовляє її битися, бо молот забирає життєву силу Джейн.
Коли герої досягають Царства тіней, виявляється, що це була пастка. Ґорру потрібна сокира Тора, щоб відкрити веселковий міст Біфрест до Вічності. Ґорр відбирає сокиру та ранить Валькірію з Джейн.
Відшукавши дітей, Тор опиняється оточений тіньовими монстрами. Тоді він наділяє дітей частиною своєї сили, щоб разом перемогти чудовиськ. Потім діти переносяться додому за допомогою сокири. Джейн, попри ризик, використовує Мйольнір аби знищити Некромеч. Але брама до Вічності встигає відчинитися, Ґорр входить туди, а слідом Тор.
Тор переконує Ґорра, що насправді той бажає не смерті богів, а повернути свою дочку. Ґорр погоджується, його дочка воскресає, а Ґорр помирає. Тор обіцяє турбуватися про Любов і удочеряє її. Джейн більше не має сил і помирає на руках Тора.
Валькірія та Сіф навчають дітей оборонятися, а Тор живе з Любов'ю, котру знайомить з земним життям. Удвох вони вирушають на наступну битву зі злом. Наприкінці виявляється, що вся ця історія була оповіддю Корґа, який відростив нове тіло.
У першій сцені після титрів поранений Зевс просить свого сина Геркулеса вбити Тора. В другій сцені після титрів Джейн опиняється біля брами Вальґалли, де її вітає Ґеймдалл.

## У ролях

### Акторський склад
- Кріс Гемсворт — Тор:

«Месник» і колишній король Асґарду, заснований на однойменному скандинавському мітологічному божестві.
- Тесса Томпсон — Валькірія:

Жорстка і витривала асґардійська воїнеса, заснована на скандинавській мітологічній істоті Брингільдрі, яка колись була членом елітних військ Одіна, мисливцею за великими головами. Зараз вона є королевою Нового Асґарда.
- Наталі Портман — Джейн Фостер / Могутня Тор:

Астрофізикиня, колишня дівчина Тора, яка отримає його сили.
- Крістіан Бейл — Ґорр Убивця богів: Іншопланетянин, який після втрати доньки та байдужості свого бога отримав Некромеч і почав свою криваву помсту усім богам.
- Джеймі Александер — Леді Сіф:

Воїнеса Асґарду, друг дитинства Тора і романтична суперниця Фостер, заснована на однойменному божестві.
- Рассел Кроу — Зевс.
- Кріс Пратт — Пітер Квілл / Зоряний лицар:

Напівлюдина, напівцелестіал і лідер Вартових Галактики, якого викрала з Землі в дитинстві і виростила група інопланетних злодіїв та контрабандистів під назвою Спустошувачі.
- Бредлі Купер (голос) — Єнот Ракета:

Член Вартових Галактики.
- Він Дізель (голос) — Ґрут:

Член Вартових Галактики.
- Пом Клементієфф — Богомолиця:

Членкиня Вартових Галактики з емпатичними силами.
- Дейв Батиста — Дракс Руйнівник:

Член Вартових Галактики і висококваліфікований воїн, сім'ю якого вбив Танос.
- Карен Ґіллан — Небула:

Членкиня Вартових Галактики і Месників, яка є сиротою з чужого світу.
- Тайка Вайтіті (голос) — Корґ[en]:

Воїн раси кронанців, який подружився з Тором і живе в Новому Асґарді.
- Шон Ґанн — Краглін Обфонтері.[18]
- Метт Деймон — актор у ролі Локі в театральній постановці.
- Сем Нілл — актор у ролі Одіна в театральній постановці.
- Люк Гемсворт — актор у ролі Тора в театральній постановці.
- Мелісса Маккарті — акторка у ролі Гели в театральній постановці.

## Виробництво

### Розробка
Актор Кріс Гемсворт повідомив в січні 2018 року, що зацікавлений знову зіграти Тора, незважаючи на те, що його контракт зі студією Marvel закінчився після фільму «Месники: Завершення». Актор виявив бажання повернутися до ролі, якщо з'явиться хороший сценарій. Тим часом Гемсворт і режисер «Тора: Раґнарок» Тайка Вайтіті разом почали обговорювати ідеї для «Тора 4». У квітні 2019 року Вайтіті увійшов в переговори щодо зйомок фільму.
У липні 2019 року Вайтіті підписав контракт про участь в якості сценариста і режисера кінокоміксу. Пізніше, в тому ж місяці, відбувся фестиваль Comic-Con в Сан-Дієго, де було оголошено назву фільму і дата прем'єри. Також на заході було підтверджено участь Теси Томпсон (Валькірія зі стрічки «Тор: Раґнарок») і Наталі Портман (Джейн Фостер зі стрічок «Тор» і «Тор: Царство темряви») у зйомках. Томпсон і президент студії Marvel Кевін Файгі заявили, що завдяки своїй бісексуальності Валькірія буде представлена як перша ЛГБТ-героїня кіновсесвіту Marvel. Вайтіті зазначив, що квадриквел про Тора буде заснований на коміксах Джейсона Аарона «Могутній Тор», за допомогою яких буде представлена жіноча версія Тора у виконанні Портман. Файгі називав комікс «Могутній Тор» одним з кращих за останній час і що Вайтіті встиг його прочитати під час зйомок «Тор: Раґнарок». Коли Тайка вирішив зняти ще один фільм про Тора, йому захотілося включити в нього Тора-жінку. Після зустрічі з Вайтіті Портман погодилася повернутися у франшизу.
В кінці липня 2019 року міністр у справах мистецтв австралійського штату Новий Південний Уельс Дон Харвін оголосив, що зйомки картини «Тор: Любов і грім» пройдуть у павільйонах кіностудії Fox Studios Australia в Сіднеї в серпні 2020 року. У серпні стало відомо про те, що Вайтіті закінчив роботу над сценарієм, але пізніше режисер спростував інформацію. Тим часом Джефф Голдблюм заявив про бажання повернутися до ролі Ґросмайстера з «Тор: Раґнарок» в майбутньому фільмі.
У жовтні 2019 року, просуваючи свій фільм «Кролик Джоджо», Вайтіті сказав, що написав перший варіант сценарію до фільму. Але, за словами режисера, історія може змінитися під час зйомок і монтажу. Тайка не був впевнений, чи зможе екранізувати комікс «Могутній Тор», в якій Джейн Фостер хворіє на рак молочної залози, але при цьому зазначив, що це «найважливіший момент із серії коміксів». Вайтіті досі обговорював зі студією Marvel, скільки часу має пройти між картинами «Месники: Завершення» і «Тор: Любов і грім». Також режисер хотів з'ясувати, чи залишиться Тор товстим після подій «Месники: Завершення». Крім того, Тайка підтвердив, що повернеться до ролі Корґа. Раніше режисер грав персонажа в «Тор: Раґнарок» і «Месники: Завершення». Вайтіті вважав, що «Тор: Любов і грім» може стати більш масштабним і серйозним кінокоміксом, ніж «Тор: Раґнарок». Багато шанувальників Marvel сподівалися побачити роман Валькірії з Капітанкою Марвел, проте режисер вважає рішення фанатів малоймовірним для фільму. У січні 2020 року Крістіан Бейл увійшов в переговори про ролі в картині.

### Написання
Оголошуючи фільм у липні 2019 року, Фейгі заявив, що він «складе багато елементів» з коміксу «Могутній Тор» і що сюжет про те, як Фостер стала Могутнім Тором, буде «величезною важливою його частиною». Через місяць повідомили, що Вайтіті виконав сценарій для фільму, але пізніше в серпні він заперечив це. Під час просування свого фільму «Кролик Джоджо» у жовтні Вайтіті заявив, що виконав перший проєкт сценарію, але історія зміниться протягом зйомок та монтажу. Тоді він не був впевнений, що фільм включатиме сюжет, в якому Фостер хворіє на рак молочної залози, як це трапляється в коміксі «Могутній Тор», зазначивши, що це «дійсно потужна частина книги». Пізніше Портман заявила, що лікування Фостер від раку буде розглянуто у фільмі. Вайтіті додав, що Марвел все ще обговорював, скільки часу пройде між «Завершенням» та «Любов'ю і громом», і що це вплине на те, чи має Тор все ще зайву вагу, з якою зображений у «Завершенні», що принесло йому прізвиська «Товстий Тор» і «Брат Тор». Вайтіті зауважив, що хоче «продовжувати змінювати ситуацію з Тором. Він такий цікавий, коли постійно змінюється».
Чотири-п'ять чернеток сценарію були завершені до середини квітня 2020 року, коли Вайтіті сказав, що продовження «так найкраще зараз у найкращий спосіб» і зробить Раґнарок схожим на "пробіг млина, дуже безпечний фільм «шляхом» подвоєння того, яким був горіх Раґнарок ". Він хотів «підняти ставки» і зняти фільм так, ніби «10-річні підказали нам, що має бути у фільмі, і ми сказали» так "кожному. Вайтіті додав, що фільм буде досліджувати більше культури Крона Корга та зазначив, що він включатиме в комікси інопланетну расу «Космічні акули». Він також висловив зацікавленість у персонажі Бета Рей Білл у фільмі, але сказав: «Я просто не знаю зараз, все трохи піднімається в повітрі». У липні Вайтіті вказав, що закінчив писати сценарій для фільму, і назвав фільм «дуже романтичним». На це він сказав: «Я просто хочу завести роман. Я хочу створити те, чого я ніколи не робив або ніколи не піклувався». Того жовтня Хемсворт сказав, що Вайтіті все ще пише сценарій, і він висловив своє хвилювання тим, що зробив щось кардинально інше зі своїм персонажем після цього для попередніх фільмів.

### Підготовка
На початку квітня 2020 року Дісней переніс більшу частину своїх фільмів четвертої фази через пандемію COVID-19, перемістивши дату виходу квадриквела Тора на 18 лютого 2022 року. На той час попередня підготовка фільму була затримана через пандемію, а Вайтіті не знає, коли продовжуватиметься виробництво. Наприкінці квітня Дісней переніс дату виходу на 11 лютого 2022 року. До липня 2020 року зйомки мали розпочатись на початку 2021 року, а до цього жовтня попереднє виробництво фільму розпочалося в Австралії. У середині листопада Кріс Пратт показав, що відтворює свою роль Вартових Галактики Пітера Квілла / Зоряного Лицаря. Враховуючи ансамблеву природу фільму, його називали почуттям Месників 5. У грудні Файгі заявив, що випуск фільму знову відкладається на 6 травня 2022 року, і оголосив, що Бейл покаже у фільмі Ґорра Убивцю богів. До початку зйомок у січні 2021 року Джеймі Олександр, Пом Клементьєв, Дейв Баутіста та Карен Ґіллан також мали намір відтворити свої ролі як Сіф із перших двох фільмів про Тор, так і Вартових Галактики, тоді як Шон Ґанн також повинен був з'явитися у фільмі, попередньо забезпечивши зйомку руху члена «Радок», що охороняє. Метт Деймон також появився, з'явившись після епізодичного виступу в Тор: Раґнарок як актор, що зображував Локі.

### Фільмування
Основне фільмування розпочалося 22 січня 2021 року в студії Fox Studios Australia в Сіднеї під робочою назвою «Великий салат». Його було відкладено з початкової дати початку серпня 2020 року через пандемію COVID-19. Industrial Light & Magic забезпечила ту саму технологію віртуального виробництва, що застосовується в серії «Мандалорець» Disney+, у якій Вайтіті виконував обов'язки режисера, створюючи власний об'ємний простір в Fox Studios Australia. Простір має більше світлодіодних панелей і пропонує більш високу роздільну здатність, ніж перша, створена для Мандалорця. Зйомки фільму також відбуватимуться у Сенней-Парку в Сіднеї.

## Випуск
Спершу кінокомікс повинен був вийти 5 листопада 2021 року, але спочатку дату перенесли на 18 лютого 2022 року через пандемю коронавіруса, згодом знову перенесли на 6 травня 2022 року.
Пізніше прем'єру знову перенесли на 8 липня 2022 року.